# Wohn- und Geschäftshaus Alter Deichweg 14
Das Wohn- und Geschäftshaus Alter Deichweg 14 in der niedersächsischen Kreisstadt Cuxhaven im Landkreis Cuxhaven stammt aus dem 20. Jahrhundert.
Aktuell (2024) wird das Gebäude für neun Wohnungen, gewerblich (Kaffeefabrik) und als Café genutzt.
Das Gebäude steht unter Denkmalschutz (siehe auch Liste der Baudenkmale in Cuxhaven).

## Geschichte und Beschreibung
Der parallel zum Deich führende Alte Deichweg ist um 1797, nach einem Deichbruch des westlichen Obdeiches am Schleusenpriel, entstanden. Zuvor hieß die Straße Deichweg.
Das viergeschossige traufständige verklinkerte Gebäude mit ziegelgedecktem Satteldach wurde 1927 nach Plänen des Architekten Richard Alberts im Bauhausstil gebaut.

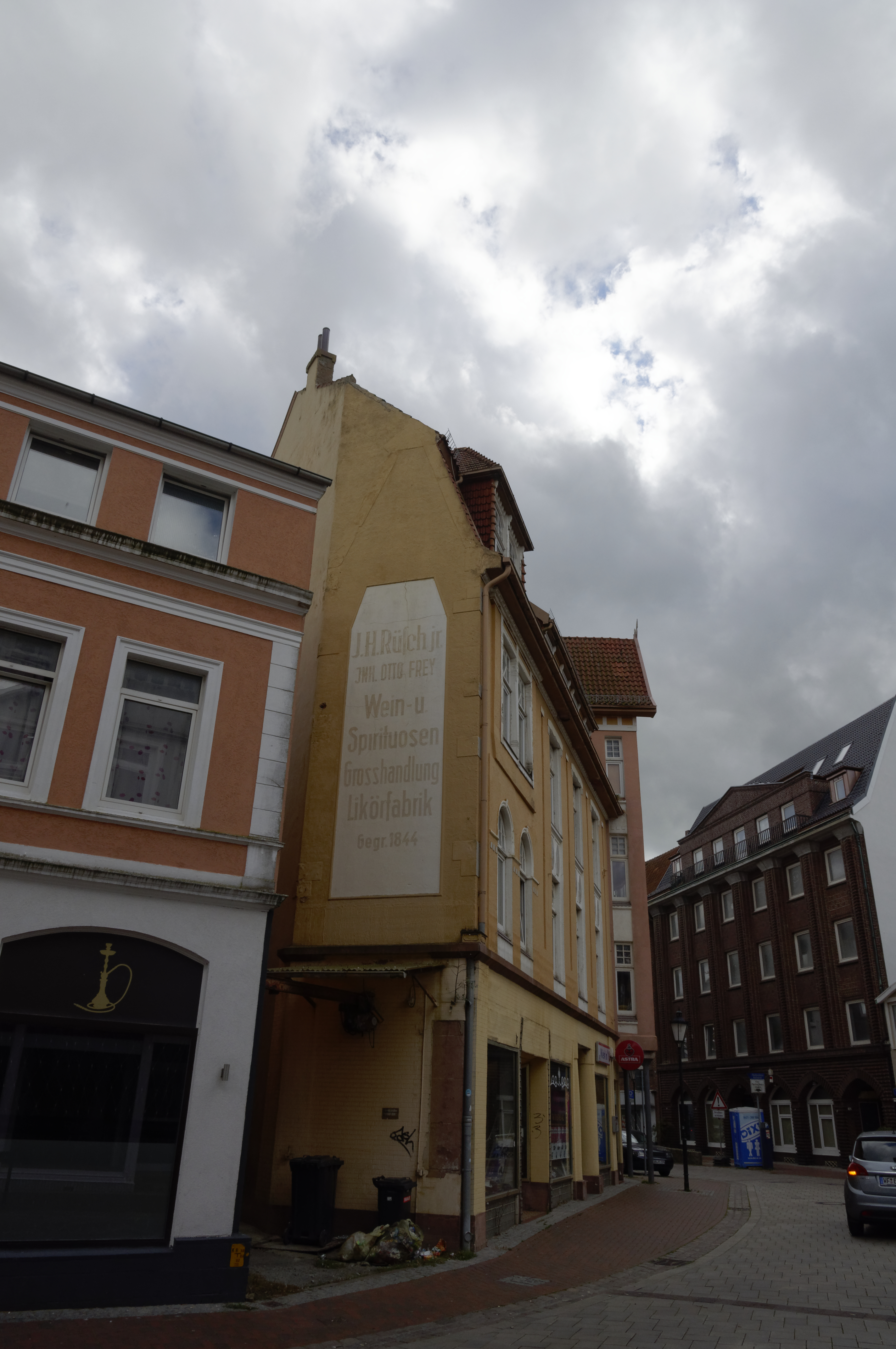
Alter Deichweg

Die sechsachsige Straßenfassade wurde gestaltet und gegliedert durch die Ladenzone im EG mit ihren sechs Spitzbögen, zwischen horizontalen Klinkerstreifen, und den drei Wohngeschossen, durch kolossale backsteinverzierte profilierte Pilaster mit Betonkapitellen. Ein breites Dachhaus mit fünf Öffnungen und flachem Dreiecksgiebel schließt die Fassade ab.
Das Landesdenkmalamt befand u. a.: „… in dessen Gestaltung sich Details des expressionistischen Backsteinbaus mit traditionellen Elementen verbinden.“
Architekt Alberts entwarf in Cuxhaven am Karl-Olfers-Platz das Mehrfamilienhaus Elfenweg 6 (1928/29) und das Wohn- und Geschäftshaus Poststraße 20 bis 24 (1929) sowie das Mehrfamilienhaus Poststraße 33 (1928/30) und die Wohn- und Geschäftshäuser Deichstraße 5 bis 8 (um 1910).